# Zeuthener See
Zeuthener See je jezero v Německu, nacházející se na jihovýchodním okraji Berlína. Má rozlohu 2,33 km² a maximální hloubku 4,4 m, nadmořská výška hladiny je 34 m. Vzniklo rozšířením řeky Dahme a patří mezi polymiktická jezera. Voda je mírně alkalická, její kvalita je dlouhodobě hodnocena vysoko. Na jezeře se nachází ostrov Zeuthener Wall. 
Pravý břeh protáhlého jezera patří k berlínskému obvodu Treptow-Köpenick a levý břeh k obcím Zeuthen a Eichwalde ve spolkové zemi Braniborsko. Jezero je oblíbenou rekreační oblastí, využívanou ke koupání, veslování a jachtingu, břehy jsou zalesněny. Rybáři zde loví sumce, cejny, candáty a jeseny. Přes Zeuthener See vede spolková vodní cesta spojující Berlín a Prieros, sloužící především k dopravě uhlí. V Zeuthenu často pobýval Theodor Fontane a do výletní restaurace Hankels Ablage na břehu jezera zasadil děj svého románu Toužení soužení.
V roce 1986 zde zahynul americký zpěvák Dean Reed. Příčina smrti nebyla přesně určena, podle svědectví manželky šlo o sebevraždu.